# Blockade von Saint-Domingue
Die Blockade von Saint-Domingue war eine Marineoperation vom 18. Juni bis zum 6. Dezember 1803. Dabei blockierten mehrere Geschwader der britischen Royal Navy die von den Franzosen gehaltenen Häfen Cap-Français und Môle-Saint-Nicolas an der Nordküste der französischen Kolonie Saint-Domingue, dem späteren Haiti. Bei Ausbruch des Krieges zwischen dem Vereinigten Königreich und Frankreich im Sommer 1803 war Saint-Domingue fast vollständig von den Rebellen unter dem Kommando von Jean-Jacques Dessalines überrannt worden. Im Norden des Landes waren die französischen Streitkräfte in den beiden großen Häfen Cap-Français und Môle-Saint-Nicolas sowie in einigen kleineren Siedlungen isoliert.

## Hintergrund
Während der ersten beiden Koalitionskriege kämpfte die schwarze Bevölkerung unter dem Kommando von Toussaint Louverture auf Seiten Frankreichs gegen Spanien und Großbritannien. Bis 1801 hatte Louverture die Kontrolle über ganz Hispaniola übernommen. Um seine Macht zu festigen, erklärte er sich zum Gouverneur und forderte mehr Autonomie von Frankreich. Nach dem Frieden von Amiens, der den Zweiten Koalitionskrieg 1802 beendete, entsandte der französische Erste Konsul Napoleon Bonaparte ein großes Expeditionskorps unter General Charles Leclerc nach Saint-Domingue.
Leclerc gelang es, schnell die Kontrolle über die Kolonie zu erlangen. Bis Mai 1802 waren die meisten Kommandeure zu den Franzosen übergelaufen und im Juni konnte Louvertures gefangen genommen werden. Im Juli wies Napoleon seine Kolonialbehörden heimlich an, die Sklaverei in Saint-Domingue so schnell wie möglich wieder einzuführen. Dies stieß in Saint-Domingue auf deutlichen Widerstand. Hinzu kam eine Gelbfieber-Epidemie, die die französischen Truppen dezimierte.
Der Tod Leclercs ermutigte die Aufständischen und Mitte November hielten die Franzosen nur noch Cap-Français und Môle-Saint-Nicolas sowie die Küstenstädte im Westen. Noch vor Ende des Monats begann sich die Lage der Franzosen jedoch zu verbessern. Die genesenen Soldaten waren nun immun gegen Gelbfieber und frische Truppen erreichten die Insel. Fort Dauphin wurde im Dezember zurückerobert und im Januar 1803 wurde Port-de-Paix sowie ein Großteil des Hinterlandes im Norden und Westen eingenommen. Im März und April 1803 wurden die Rebellen immer weiter aus dem offenen Land verdrängt und in die Berge gezwungen. Außerdem rüstete Napoleon fünfzehntausend neue Soldaten aus, um die Armee während des kommenden Sommers aufrechtzuerhalten, und er hatte weitere fünfzehntausend für den entscheidenden Schlag im Herbst vorgesehen.

## Blockade

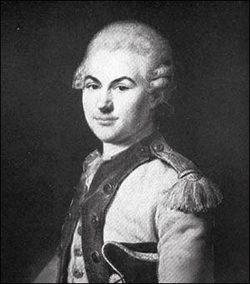
Donatien-Marie-Joseph de Rochambeau

Im Mai 1803 kam es erneut zum Krieg zwischen Frankreich und Großbritannien. Am 18. Juni wurde ein Geschwader unter John Loring von Jamaika aus zur Insel Hispaniola entsandt, um die Rebellen bei ihrem Aufstand zu unterstützen und die französischen Kriegsschiffe zu kapern oder zu zerstören. Bei seiner Ankunft wurde das Geschwader geteilt. Im Nordwesten blockierten die Cumberland, die Goliath und die Hercule Môle-Saint-Nicolas und im Norden die Bellerophon, die Elephant, die Theseus, und die Vanguard Cap-Français (das heutige Cap-Haïtien).
Am 28. Juni wurden die beiden französischen Schiffe Poursuivante und Mignonne auf dem Weg nach Frankreich in der Nähe von Môle-Saint-Nicolas gesichtet. Keines der beiden Schiffe war vollständig bewaffnet oder bemannt. Die Mignonne wurde von der Goliath verfolgt, die sie schnell einholte, einige Schüsse auf sie abfeuerte und sie so zum Aufgeben zwang. Während die Goliath die Mignonne sicherte, wendete sich die Hercule der Poursuivante zu. Nach einem kurzen Feuergefecht musste sich die Hercule aufgrund des seichten Wassers zurückziehen. Die Poursuivante entkam nach Môle-Saint-Nicolas. Am 30. Juni entdeckten die Cumberland und die Vanguard beim Kreuzen vor Môle-Saint-Nicolas die französische Fregatte Créole, die sich dem Hafen näherte. Die beiden britischen Linienschiffe nahmen die Verfolgung auf, überholten die Fregatte und zwangen sie nach einigen Schüssen, ihre Flagge zu streichen.

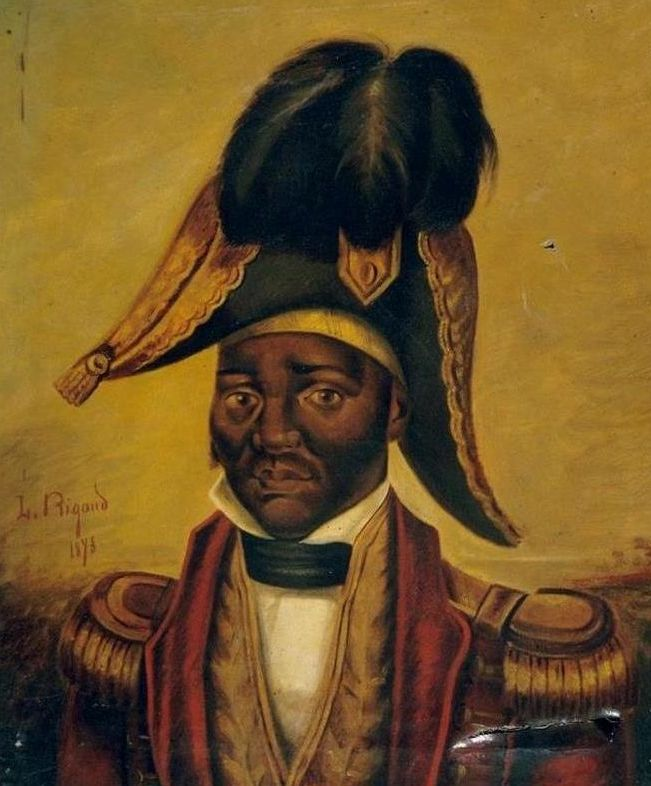
Jean Jacques Dessalines

Abgesehen von der Kaperung der französischen Korvette Lodi durch die Racoon, blieb der Juli relativ ruhig. Als jedoch aus Frankreich der Befehl kam, die blockierten Schiffe nach Hause zu schicken, änderte sich die Lage. Eine schwere Sturmböe am Nachmittag des 24. Juli zwang die Briten, die immer noch die französischen Schiffe blockierten, zum Rückzug aus dem Hafen. Als die Franzosen vom Abzug der Briten erfuhren, stachen die französischen Schiffe, bestehend aus der Duguay-Trouin, der Duquesne und der Guerriére, sofort in See.
Als die französischen Schiffe jedoch den Hafen verließen, wurden sie gesehen, und von der Bellerophon, der Elephant und den Fregatten Æolus und Tartar verfolgt. Gegen 21.00 Uhr trennten sich die französischen Schiffe, wobei die Duguay-Trouin nach Osten abdrehte, während die Duquesne ihren Kurs entlang der Küste nach Westen fortsetzte. Die Elephant verfolgte die Duguay-Trouin, während die Bellerophon, die Æolus und die Tartar die Duquesne verfolgten. Gegen Mitternacht schlossen sich die Theseus und die Vanguard der Verfolgung an. Am 25. Juli um 07:00 Uhr morgens wurde die Theseus abkommandiert, da im Osten schweres Geschützfeuer zu hören war. Um 08:00 Uhr morgens eröffnete von der Küste eine Batterie das Feuer auf die Duquesne, das sie erwiderte. Gegen Mittag konnten die Vanguard und die Tartar zur Duquesne aufschließen und gegen 15:30 Uhr strich die Duquesne nach einem mehrmaligen Schusswechsel die Flagge. Während die Duquesne sich ergeben hatte, war die Duguay-Trouin weiter nach Osten gesegelt. Aber bei Tagesanbruch des 25. Juli befand sich die Elephant dicht hinter der Duguay-Trouin. Die Franzosen eröffneten mit ihren Heckgeschützen das Feuer. Bald darauf nahm die Elephant eine Position an Steuerbord querab der Duguay-Trouin ein und feuerte von dort mehrere Breitseiten auf sie ab. Etwa zu dieser Zeit erschien die Guerriére in Luv und hinderte die Elephant daran, ihre Position zu halten. Als Folge konnten sowohl die Duguay-Trouin als auch die Guerriére entkommen.
Mit dem Verschwinden der französischen Linienschiffe blieben nur noch die in Cap-Français stationierten Fregatten Surveillante, Clorinde und Vertu übrig. Die britische Blockade unterbrach jegliche Kommunikation auf dem Seeweg, und die verstreuten Garnisonen der Küstenstädte wurden nacheinander von Dessalines überwältigenden Kräften zerschlagen. Anfang Oktober wurde Les Cayes erobert und am Ende des Monates Port-au-Prince. Am 17. November wurde ein erster Vorschlag von General Rochambeau, mit seinen Truppen nach Frankreich zurückzugehen, abgelehnt. Als Konsequenz sah sich Rochambeau gezwungen, mit Dessalines einen Vertrag zu schließen, wonach er innerhalb von zehn Tagen ab dem 20. November das Kap und seine Nebengebiete räumen und mit seinen Truppen nach Frankreich zurückkehren sollte.
Am 30. Juli, dem letzten Tag des Ultimatums, wurde ein grober Entwurf für eine Kapitulation ausgearbeitet und unterzeichnet. Anschließend wurde den französischen Schiffen erlaubt, mit gehisster Flagge aus dem Hafen zu fahren. Nachdem sie jeweils eine Breitseite abgefeuert hatten, mussten sie auf einen Schuss, der von einem der britischen Schiffe quer vor ihren Bug abgefeuert wurde, die französischen Flaggen einholen und sich ergeben. Die Surveillante, die von einigen kleineren Schiffen begleitet wurde, lief auf diese Weise aus und wurde von den Briten in Besitz genommen. Die Clorinde lief am Eingang des Hafens auf Grund und musste aufgegeben werden. Am 2. Dezember forderten die Briten Général de brigade Noailles, der das Kommando an der Môle-Saint-Nicolas innehatte, auf, sich zu ergeben. Während er sich über die Art und Weise seiner Kapitulation unschlüssig zeigte, schiffte er sich mit seiner Garnison in der Nacht an Bord von sechs Schiffen ein und floh nach Kuba.

## Nachwirkungen
Mit dem Abzug der letzten europäischen Garnison aus dem französischen Teil der Insel hatten die Rebellen nach einem langen und blutigen Kampf gesiegt. Ein Teil der Franzosen war zuvor in den spanischen Teil der Insel geflohen, und die Generäle Kerverseau und Ferrand hielten mit einigen Truppen noch die Städte Santo-Domingo und San-Jago besetzt. Das Scheitern der Expedition nach Saint-Domingue hatte unmittelbare Folgen für Frankreich, das damit seiner lukrativsten Kolonie und eines Handelsplatzes in der Karibik beraubt wurde. Das Scheitern ruinierte auch das große Projekt Bonapartes, ein französisches Kolonialreich im Atlantik zu schaffen.